# Ikarus S-49
Ikarus S-49 là một loại máy bay tiêm kích đầu tiên được phát triển ở Nam Tư sau Chiến tranh thế giới II, tại nhà máy chế tạo máy bay Ikarus.

## Biến thể
- S-49A
- S-49C

## Quốc gia sử dụng
- Nam Tư
  - Không quân Nam Tư

## Tính năng kỹ chiến thuật (Ikarus S-49C)
Dữ liệu lấy từ The Complete Book of Fighters 
Đặc điểm tổng quát
- Kíp lái: 1
- Chiều dài: 9,06 m (29 ft 8¾in)
- Sải cánh: 10,30 m (33 ft 9½ in)
- Chiều cao: 2,90 m (9 ft 6 in)
- Diện tích cánh: 16,65 m² (179 ft²)
- Trọng lượng rỗng: 2.818 kg [2] (6.200 lb)
- Trọng lượng cất cánh tối đa: 3.568 kg[2] (7.850 lb)
- Động cơ: 1 × Hispano-Suiza 12Z-17 water cooled V-12, 1.104 kW (1.500 hp)

 Hiệu suất bay 
- Vận tốc cực đại: 628 km/h (339 knot, 390 mph) trên độ cao 1.525 m (5.000 ft)
- Tầm bay: 690 km (373 nm, 429 mi)
- Trần bay: 10.000 m (33.000 ft)
- Lên độ cao 6.000 m (19.700 ft): 6 phút 54 giây [3]

Trang bị vũ khí

- 1 × pháo MG-151/20 20 mm
- 2 × súng máy Colt Browning M2.50
- 2 × bom 50 kg (110 lb) hoặc 4 × tên lửa HVAR 5 in